# Cyrtonus curtus
Cyrtonus curtus é uma espécie de artrópode pertencente à família Chrysomelidae.